# Meijel
Meijel  è una località olandese situata nel comune di Peel en Maas, nella provincia del Limburgo.